# Майсур (князівство)
12°18′ пн. ш. 76°39′ сх. д. / 12.3° пн. ш. 76.65° сх. д.
Князівство Майсур — одна з індійських держав, територія якого розташовувалась на південно-західному краю півострова Індостан. Столицею королівства було міста Серінгапатам. Найбільшої відомості королівство набуло завдяки героїчному опору англійській колонізації, що вилився у чотири англо-майсурські війни. Після сорокарічної боротьби Майсур останнім з індійських князівств втратив незалежність та увійшов до складу Ост-Індійської компанії.
Найвідоміші правителі Майсуру:
- Гайдар Алі (1761—1782)
- Тіпу Султан (1782—1799)

## Історія

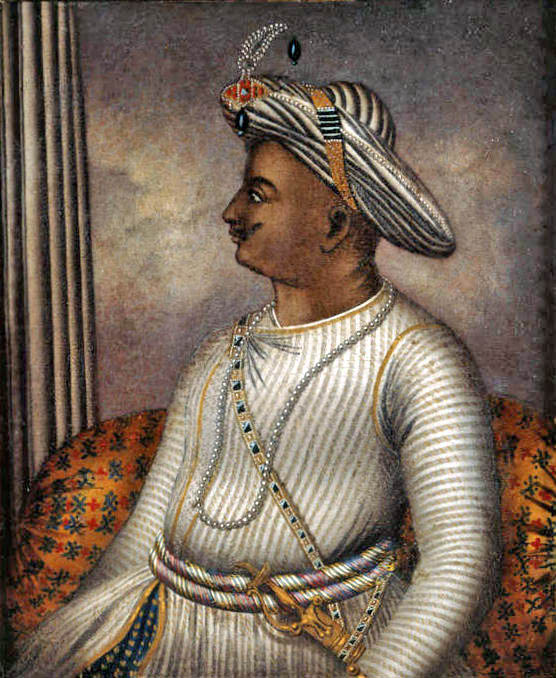
Султан Тіпу (1782—1799) правив у період розквіту королівства

Родина Водеярів походила з Дваркі в Катьяварі. Брати Віджайяраджа і Крішнараджа оселились у XIV столітті в майсурському окрузі Аштаграм. Один з них одружився з дочкою полегара (правителя) області Хаданару і завдяки цьому встановив свою владу на цих землях.
Спочатку Водеяри були васалами імперії Віджаянагара. Брати Віджайя та Крішна оселились у двох фортецях регіону Хадана. У XVI столітті Хірья Беттада Чамараджа III передав фортецю Пурагарх одному з трьох своїх синів, Аппані Тиммараджі II, який назвав її Махішасура. Ця назва згодом трансформувалась у Майсур. У 1564 році королівство стало незалежним від Віджайянагару. Упродовж наступних двох століть Вадеяри послідовно розширювали свої володіння.
У 1755 році неповнолітній махараджа потрапив під контроль Гайдара Алі, спочатку капітана й героя війни, потім головного міністра та неофіційного регента. Гайдар Алі за підтримки Франції узурпував владу. Один за одним два магараджі були вбиті за підозрілих обставин незадовго до досягнення повноліття, коли вони мали стати повновладними володарями. Королівська родина фактично перебувала під арештом і з'являлась на публіці тільки на щорічному святі Дассара. Син і наступник Гайдара Алі, Тіпу-султан, невдовзі прийняв суверенну владу. Він узяв титули султана й падишаха та замінив ім'я могольського імператора у п'ятничній молитві на своє власне. Правління Гайдара Алі й Тіпу-султана вважається піком могутності Майсура. Модернізувавши армію за допомогою французів, вони домоглись значних військових успіхів стосовно оточуючих князівств.

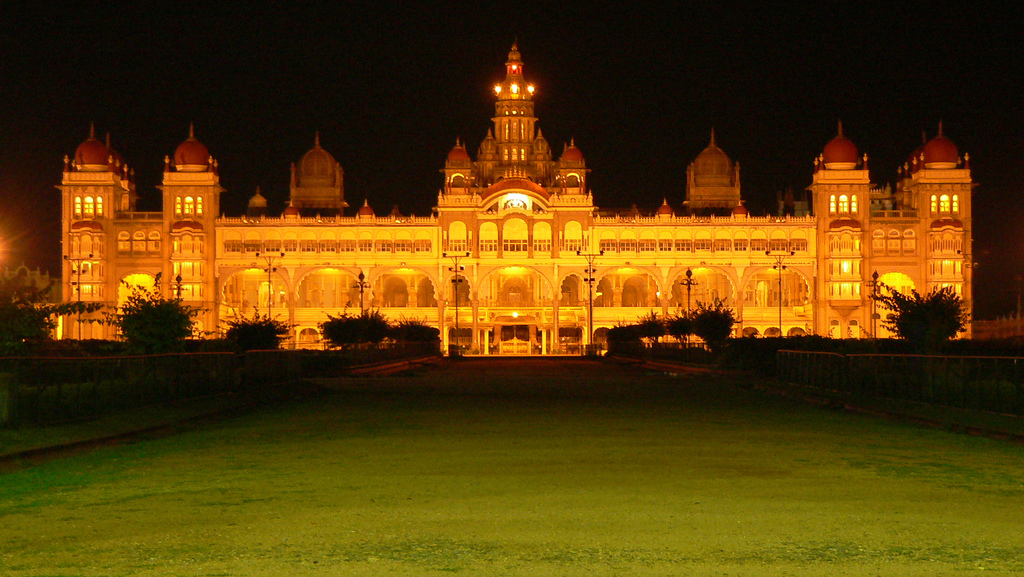
Палац майсурського раджі

У 1799 році Тіпу-султан зазнав нищівної поразки від брианців при Серінгапатамі. Британці відновили владу династії Водеярів: на трон зійшов Муммаді Крішнараджа Водеяр III, 5-річний син останнього магараджі з роду Водеярів. До його повноліття регентом був Деван, а у 1810 році Муммаді прийняв повну владу. У 1831 році його було усунуто від контролю над країною: британці усунули його під приводом поганого правління. Його спадкоємець, Чамараджа Водеяр, провів кілька десятиліть у судах Лондона, після чого у 1881 році адміністративний контроль було повернуто Водеярам. Майсур став першим індійським князівством (princely state) в Британській Індії.